# Menntaskólinn í Reykjavík
Menntaskólinn í Reykjavík (MR) er det ældste gymnasium i Island og ligger i landets hovedstad Reykjavík. Skolen har sin oprindelse i den lærde skole, der i 1056 blev grundlagt ved det sydlige Islands bispesæde i Skálholt og er stadig en af de ældste institutioner i Island. I 1786 blev skolen flyttet til Reykjavík i 1786, men dårlige pladsforhold gjorde det nødvendigt at forflytte undervisningen til gården Bessastaðir udenfor Reykjavík i 1805. I 1846 fik skolen sin nuværende placering i en bygning i hjertet af Reykjavík, der på det tidspunkt var øens største og tidligere havde været brugt af Altinget. Skolens hovedbygning er afbilledet på den islandsk femhundredekroneseddel.
Skolen var tidligere kendt under navnene "Lærði skólinn" (den lærde skole), "Latínuskólinn" (latinskolen), eller med det latinske navn "Scholae Reykjavicensis". Den fik sit nuværende navn i 1937. Skolen tilbyder fireårige uddannelser, der afsluttes med "stúdentspróf" (studentereksamen), der giver adgang til universiteter og andre højere læreanstalter. Det fireårige islandske gymnasium følger efter en tiårig grundskole, og niveauet i de ældste klasser svarer til førsteårsundervisning på danske universiteter.
Mange fremtrædende islandske politikere, herunder minister for Island Hannes Hafstein, nuværende præsident Guðni Th. Jóhannesson og forhenværende præsidenter Vigdís Finnbogadóttir og Ólafur Ragnar Grímsson er studenter fra MR. De fleste islandske statsministre har gået på skolen, heriblandt Ólafur Jóhannesson og David Oddsson.

## Kendte elever
- Jónas Árnason (1923–1998), politiker og forfatter
- Ásgeir Ásgeirsson (1894–1972), statsminister og præsident
- Vigdís Finnbogadóttir (født 1930), præsident
- Niels Ryberg Finsen (1860–1904),nobelprismodtager
- Ólafur Ragnar Grímsson (født 1943), præsident
- Tómas Guðmundsson (1901–1983), forfatter
- Vilmundur Gylfason (1948–1983), politiker og journalist
- Geir Hilmar Haarde (født 1951), statsminister
- Guðmundur G. Hagalín (1898–1985), forfatter
- Guðrún Helgadóttir (født 1935), børnebogsforfatter
- Ögmundur Jónasson (født 1948), sundhedsminister
- Halldór Laxness (1902–1998), nobelprismodtager
- Davíð Oddsson (født 1948), statsminister
- Össur Skarphéðinsson (født 1953), politiker
- Davíð Stefánsson (1895–1964), forfatter

## Rektorer siden 1846
- 1846-1851: Sveinbjörn Egilsson
- 1851-1869: Bjarni Jónsson
- 1869-1872: Jens Sigurðsson
- 1872-1895: Jón Þorkelsson
- 1895-1904: Björn M. Ólsen
- 1904-1913: Steingrímur Thorsteinsson
- 1913-1928: Geir Zoëga
- 1928-1929: Þorleifur H. Bjarnason
- 1929-1956: Pálmi Hannesson
- 1956-1965: Kristinn Ármannsson
- 1965-1970: Einar Magnússon
- 1970-1995: Guðni Guðmundsson
- 1995-2001: Ragnheiður Torfadóttir
- 2001-2012: Yngvi Pétursson
- 2012-2013: Linda Rós Michaelsdóttir
- 2013-2017: Yngvi Pétursson
- 2017-2022: Elísabet Siemsen
- 2022-nuværende: Sólveig Guðrún Hannesdóttir